# Patrick Hillery
Patrick John "Paddy" Hillery (en gaélico irlandés: Pádraig Seán Ó hIrighile; Spanish Point, 2 de mayo de 1923-Dublín, 12 de abril de 2008) fue un político de Soldados del Destino y el sexto presidente de Irlanda entre 1976 y 1990.  

## Biografía
Patrick John Hillery, más conocido como Paddy Hillery, nació en Spanish Point, condado de Clare, en 1923. Hijo de Michael Joseph Hillery, médico local, y de Ellen McMahon, enfermera de distrito, se educó en la Milltown Malbay National School, antes de asistir al Rockwell College. En el tercer nivel, Hillery asistió al University College de Dublín, donde se licenció en Medicina. Tras obtenerla en 1947, regresó a su ciudad natal, donde siguió los pasos de su padre como médico. En la década de 1950, Hillery fue miembro del Consejo Nacional de Salud y médico del dispensario de Milltown Malbay. También trabajó un año como médico forense de West Clare.
Hillery se casó con Maeve Finnegan el 27 de octubre de 1955. Juntos tuvieron un hijo, John, y una hija, Vivienne, que falleció tras una larga enfermedad en 1987, poco antes de cumplir los dieciocho años.

## Trayectoria
Su primer cargo público fue el de diputado (TD) del Fianna Fáil por la circunscripción de Clare, tras lo cual permaneció en el parlamento irlandés (Dáil Éireann) hasta 1973.  En este período de tiempo ocupó los cargos de Ministro de Educación (1959–1965), Industria y Comercio (1965–1966), Trabajo (1966–1969) y Asuntos Exteriores (1969–1973). Ganó notoriedad internacional cuando, tras la matanza de catorce civiles desarmados en Derry a manos de paracaidistas británicos (conocida como el Domingo Sangriento), viajó a las Naciones Unidas para exigir la participación de la ONU en el mantenimiento de la paz en las calles de Irlanda del Norte. En 1973 tras la exitosa entrada de Irlanda en la Comunidad Económica Europea (CEE), Hillery fue recompensado convirtiéndose en el primer irlandés en ser nombrado Comisario Europeo, hasta 1976, año en que fue nombrado Presidente. Ha completado dos mandatos como Presidente de Irlanda, al igual que hicieran Éamon de Valera y Seán T. O'Kelly. Es uno de los tres Presidentes que ha tenido la República que no han sido elegidos en una elección popular, al igual que Douglas Hyde y Cearbhall Ó Dálaigh .